# Muralto
Muralto is een gemeente en plaats in het Zwitserse kanton Ticino, en maakt deel uit van het district Locarno.
Muralto telt 2844 inwoners.

## Geboren in Muralto
- Flavio Cotti (1939-2020), politicus

## Overleden in Muralto
- Paul Klee (1879-1940), kunstschilder
- Erich Fromm (1900-1980), Duits-Amerikaans (sociaal) psycholoog en filosoof